# Presídio Ary Franco

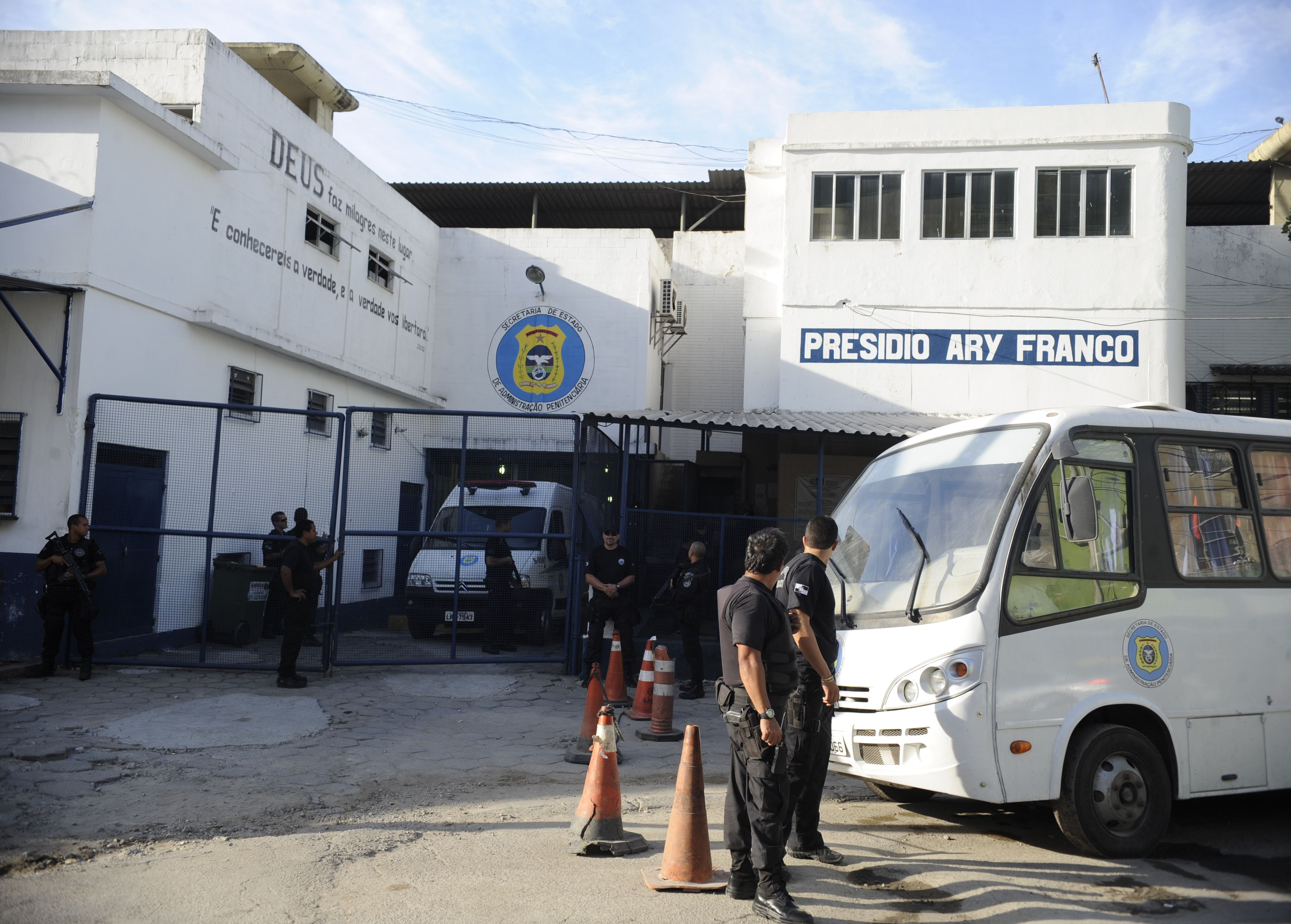
Rio de Janeiro - Presídio Ary Franco (Tomaz Silva/Agência Brasil)

O Presídio Ary Franco, porta de entrada do sistema penitenciário do Rio de Janeiro, foi inaugurado em 1974 no governo Chagas Freitas quando a cidade do Rio de Janeiro ainda tinha seu território no estado da Guanabara. Fica localizado na Rua Violeta n°15 no bairro da Água Santa, nas proximidades do pedágio da Linha Amarela.
O presidio esta localizado em um prédio com capacidade para receber 958 presos. O edifício possui cinco andares sendo um térreo, um andar superior e três subsolos. Nestes andares estão localizadas cinco galerias nomeadas pelas letras: A, B, C, D e E. Cada galeria  possui entre seis a oito celas de aproximadamente 35 metros quadrados e que pode abrigar, de acordo com o número de leitos, entre 16 e 27 detentos.

## Críticas
[O Ary Franco] é sem dúvida nenhuma a pior unidade prisional do Rio de Janeiro (...) É uma masmorra do século passado, da Idade Média. Ele é um presídio em vários níveis, com celas subterrâneas, sem janela, sem luz e sem ventilação. Nenhuma outra unidade no Rio de Janeiro tem essas características (...) Lá qualquer doença infectocontagiosa vai proliferar mais rapidamente pelas condições que são ainda piores que nas outras unidades— Alexandra Sánchez, pesquisadora do Grupo de Pesquisa Saúde nas Prisões, da Fiocruz
Antes e durante a Pandemia de COVID-19, o Ary Franco tem sido alvo de críticas. Após uma visita feita em 2011, o Subcomitê de Prevenção à Tortura (SPT) das Nações Unidas recomendou "o fechamento imediato" após ter concluído que “a detenção naquelas condições equivalia a tratamento desumano e degradante”. Em 2018, foi fiscalizado pela Defensoria Pública, que relatou que os servidores do presídio tinham um "acúmulo de funções, sobrecarga e desgaste, inclusive emocional." Especialistas ouvidos pela Agência Pública criticaram as condições do presídio para enfrentar doenças contagiosas:

Em três anos [entre 2013 e 2016], a população carcerária cresceu o dobro do que cresceu na década anterior (...) Esse crescimento não foi acompanhado de um aumento compatível de agentes penitenciários e muito menos de profissionais de saúde. Aí você tem uma doença altamente contagiosa já entrando no sistema e a completa impossibilidade de controlar a disseminação de um vírus dentro de um sistema com o efetivo carcerário que se tem hoje. (...) Não tem medida específica nenhuma para o coronavírus. A exposição do servidor é cada dia maior e, consequentemente, da massa carcerária também— Ricardo André de Souza, defensor público